# Арзамас
Арзама́с (рос. Арзамас, ерз. Эрзямас) — місто обласного підпорядкування в Росії, центр Арзамаського району Нижньогородської області. Засноване у 1578 році. Статус міста з 1719 року. За промисловим розвитком та чисельністю населення місто помітно виділяється серед інших міст області.

## Географія
Місто розташоване на правому березі річки Тьоша (притока Оки). Арзамас знаходиться в центрі правобережної частини області, за 112 кілометрів від Нижнього Новгорода, за 410 кілометрів від Москви, на перетині залізничних магістралей та автошляхів.

## Історія

### Заснування
Арзамас засноване як місто-фортеця, яку вирішив закласти цар Іван Грозний у 1552 році, коли йшов своїм третім походом на Казань. Арзамасу «рос. велено быти на государевой службе». Офіційно роком заснування вважається 1578 рік.
Фортеця була заснована на місці прадавнього ерзяського поселення. Назва міста, за однією з легенд, утворена від імен двох братів Арзай і Масая, які зустріли Івана Грозного дарами й у присутності царя першими прийняли православну віру. Арзамаська фортеця зіграла важливу роль в обороні південно-східних кордонів російської держави. Ця її історична заслуга відображена у гербі міста, який зображається у формі щита (на золотому полі два стропила: верхнє — червоне, нижнє — зелене), затвердженого 16 серпня 1781 року указом імператриці Катерини Другої.

### Герб
Ідея створення герба для міста Арзамаса належить до епохи Петра I, коли в 1722 році за його указом була затверджена урядова Герольдмейстерська контора. Малюнок герба Арзамаса у 1781 році визнаний старим, тому що в його основу був покладений ескіз графа Ф. де Санті. Герб намальований приблизно у 1725—1727 роках, за часів царювання Катерини I, і призначався спочатку для розташування на полковій амуніції і полкових знаменах Арзамаського полку. Опису символіки герба в законах Російської імперії немає, однак герб достатньо простий і легко «читається». На щиті розміщені геральдичні почесні фігури — стропила (Арзамас — єдине місто в Росії, яке має на гербі такі фігури). Зображення стропил одного над іншим із вістрями, які стикаються, означає військову сутичку, які закінчилася перемогою одного із суперників (того, що вгорі). Стропило, яке означає переможця, пофарбоване в червоний колір — колір гербового щита Москви; стропило, яке означає переможеного, має зелений колір — колір ісламу.

### Торгівля
У 1719 році Арзамас — головне місто провінції, яка входила до Нижньогородської губернії. Кількість мешканців міста до 1737 року досягла майже 7 тисяч мешканців, лише трохи поступаючись Нижньому Новгороду. Із 1779 року Арзамас — повітове містечко. Із XVII століття Арзамас набуває значення важливого транзитного пункту на шляху з Москви у південно-східні райони країни. У цей час формується торгово-реміснича частина міста із розвинутим шкіряним, кушнірським, салотопним, повстяним виробництвом. Місто славилось торгівлею, особливо цибулею і знаменитими арзамаськими гусями. За що і прозвали арзамасців по всій Росії «цибульниками» і «гусятниками». Відомий був Арзамас також виробленням шкір і шкіряних виробів. Знаменита арзамаська «юхта» булгара вивозилася до Англії, Франції, Німеччини.
У XVIII столітті через Арзамас проходило до десятка важливих торгових шляхів — Московський, Нижньогородський, Симбірський, Саратовський, Тамбовський, «великий шлях на Макар'єв» та інші. У цей час відбувається стрімкий розвиток міста — зростає кількість його мешканців, збільшується торгівля, розвивається промисловість. Нечуваний розквіт міста в цей період увійшов до історії Арзамаса як «золота доба», яка продовжувалася майже століття, починаючи із середини XVIII століття.
Арзамаські купці, які славились різноманітністю і розмахом торговельних операцій, швидко багатіли. Результати цього позначилися на вигляді міста.

### Розбудова міста

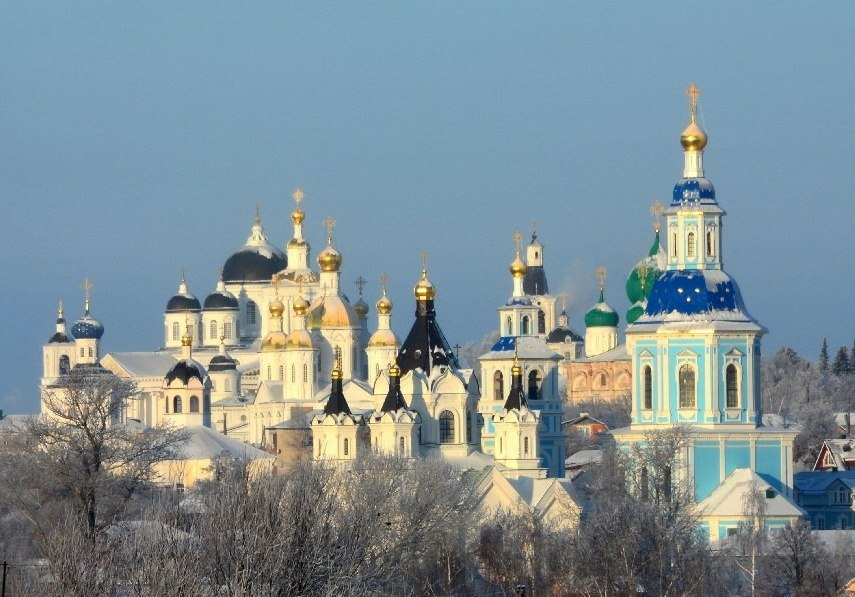
Історична частина міста

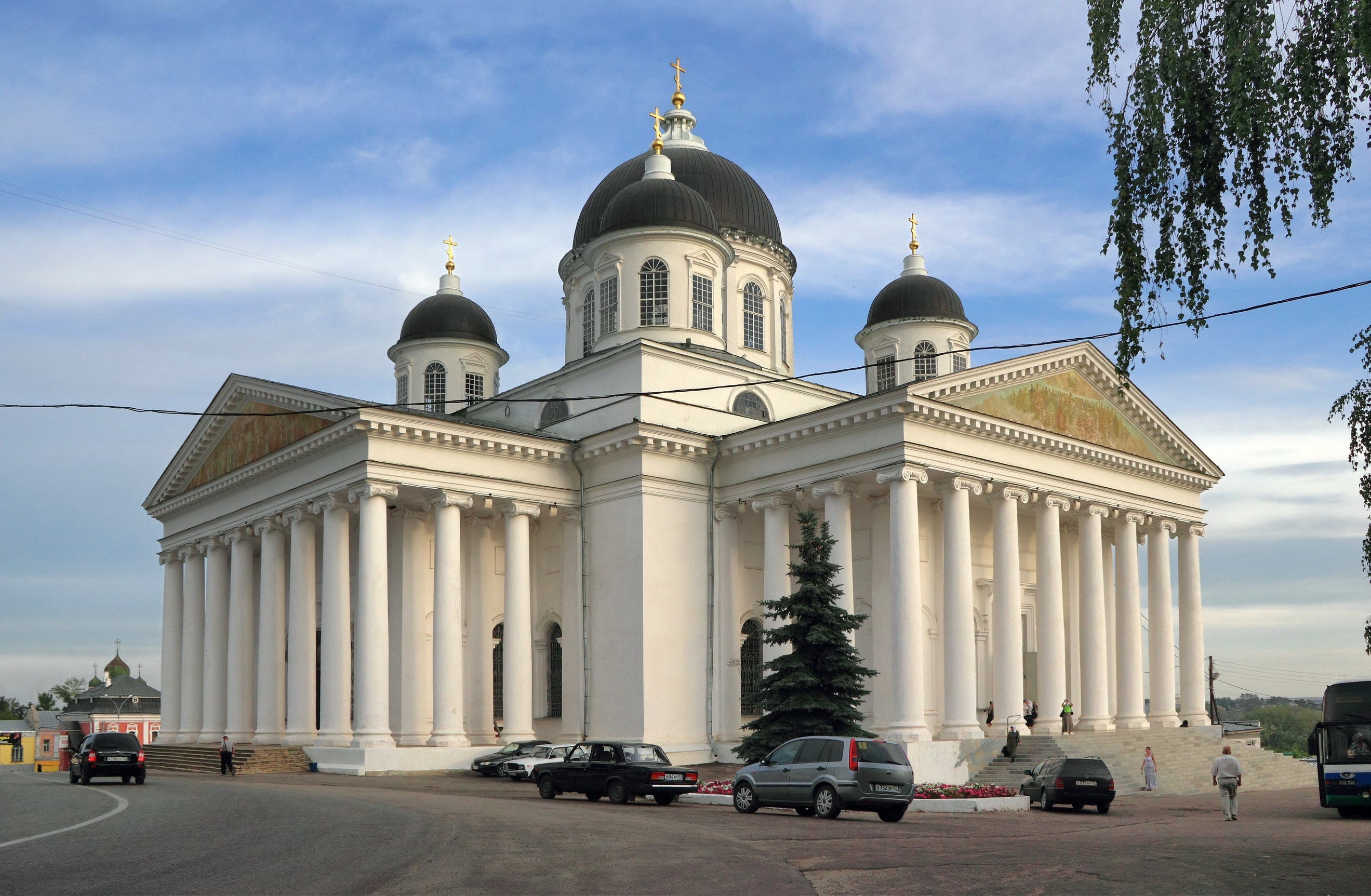
Воскресенський собор

У 1781 році одночасно з іншими повітовими містами Арзамас отримав проєкт планування. Однак недостатнє знайомство проєктувальників із особливостями місцевого рельєфу призвело до значного коригування цього першого проєкту, яке проводилось у 1782—1784 роках, остаточний план нижньої частини міста був розроблений після пожежі 1823 року. Таким чином, наприкінці XVIII—в першій половині XIX століть склалась існуюча і донині планувальна структура Арзамаса.
Особливого розмаху досягло будівництво храмів. До початку XIX століття було зведено понад 20 церковних будівель. Вінцем храмобудівництва стало спорудження в Арзамасі Воскресенського собору на честь перемоги російського народу у Вітчизняній війні 1812 року. Цей собор, побудований за проєктом М. П. Коринфського, став головною прикрасою міста. Величний п'ятиглавий собор і понині стоїть на високому пагорбі, займаючи панівне положення у вигляді й силуеті Арзамаса. У зв'язку з посиленим церковним будівництвом у місті розвивались художні промисли, такі, як іконописний. Іконописне ремесло з часом переросло в мистецтво і пов'язане з Арзамаською школою живопису Олександра Ступіна.

### Школа живопису
Арзамаська школа живопису (1802—1862) — помітне явище в історії російської культури першої половини XIX століття. Це була перша художня школа в Росії. Тут могли навчатися і кріпаки, причому отримувати не лише художню, а й загальну освіту. За 60 років свого існування школа виховала чимало народних талантів, серед них: М. Алєксєєв, В. Раєв, І. Горбунов, М. Рачков, К. Макаров, Р. Ступін, Є. Крендовський та інші. Початкове навчання живопису у школі Ступіна отримав художник В. Г. Перов. Роботи цих майстрів прикрашають зали музеїв Санкт-Петербурга, Москви, Нижнього Новгорода, Казані, Саранська та ін.

## Населення
| 1856     | 1897     | 1913     | 1926     | 1931     | 1939     | 1959     |
| -------- | -------- | -------- | -------- | -------- | -------- | -------- |
| 10 300   | ↗11 000  | ↗18 900  | ↘15 000  | ↗21 000  | ↗26 000  | ↗41 518  |
| 1967     | 1970     | 1973     | 1975     | 1976     | 1979     | 1982     |
| ↗57 000  | ↗67 459  | ↗77 000  | ↗86 000  | →86 000  | ↗93 251  | ↗100 000 |
| 1985     | 1986     | 1987     | 1989     | 1990     | 1991     | 1992     |
| ↘94 000  | ↗99 000  | ↗108 000 | ↗108 951 | ↗110 000 | ↗112 000 | →112 000 |
| 1993     | 1994     | 1995     | 1996     | 1997     | 1998     | 1999     |
| →112 000 | →112 000 | →112 000 | →112 000 | →112 000 | ↘111 000 | ↗111 300 |
| 2000     | 2001     | 2002     | 2003     | 2004     | 2005     | 2006     |
| ↘110 700 | ↘109 600 | ↘109 432 | ↘109 400 | ↘108 400 | ↘107 600 | ↘106 800 |
| 2007     | 2008     | 2009     | 2010     | 2011     | 2012     | 2013     |
| ↘106 300 | ↘106 075 | ↘105 787 | ↗106 362 | ↘106 248 | ↘105 667 | ↘105 344 |
| 2014     | 2015     | 2016     | 2017     |          |          |          |
| ↘105 065 | ↘104 831 | ↘104 785 | ↘104 547 |          |          |          |

## Пам'ятки історії
Понад 130 пам'яток історії, культури та архітектури взяті на державну охорону, з них 25 — пам'ятки загальноросійського значення. Це дало привід для включення Арзамаса до списку історичних міст, які потребують особливо дбайливого ставлення до збереження історичної спадщини.

## Інфраструктура
Залізничний вузол. Машинобудівна, харчова, легка промисловість, виробництво будматеріалів. Педагогічний інститут. Театр. Краєзнавчий музей.

## Відомі люди, пов'язані з Арзамасом
- Андреєв Леонід Миколайович
- Гайдар Аркадій Петрович
- Короленко Володимир Галактіонович
- Немирович-Данченко Василь Іванович
- Пушкін Олександр Сергійович
- Толстой Лев Миколайович
- Максим Горький (перебував тут у засланні)

### Народились
- Доброхотов Микола Миколайович (1889—1963) — український радянський науковець-металург, доктор технічних наук.
- Доброхотов Михайло Миколайович (1902—1978) — український радянський геолог з рудних родовищ, доктор геолого-мінералогічних наук.
- Оболенський Леонід Леонідович (1902—1991) — радянський і російський актор.

## Галерея

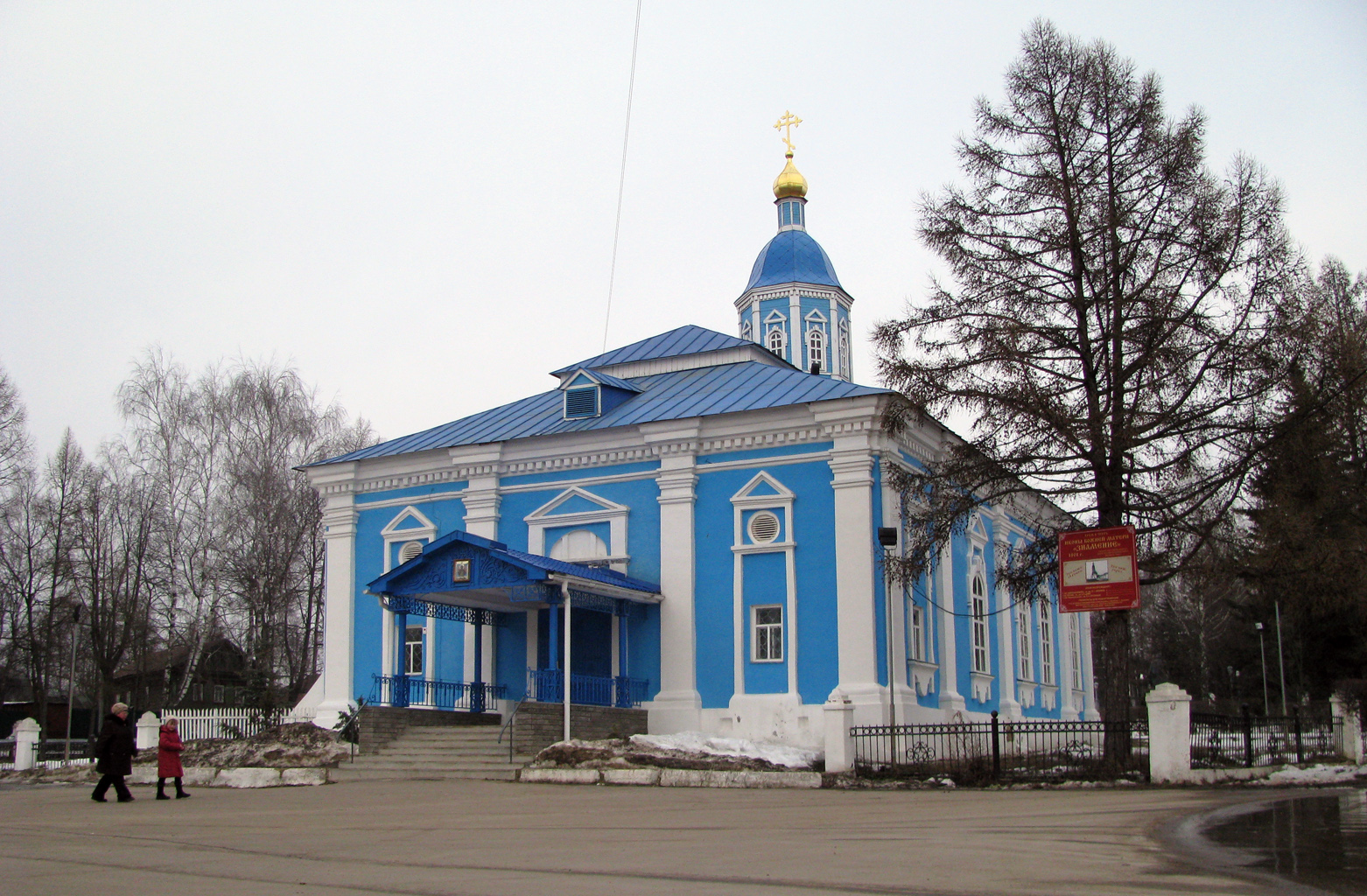
Церква ікони Божої Матері «Знамення»
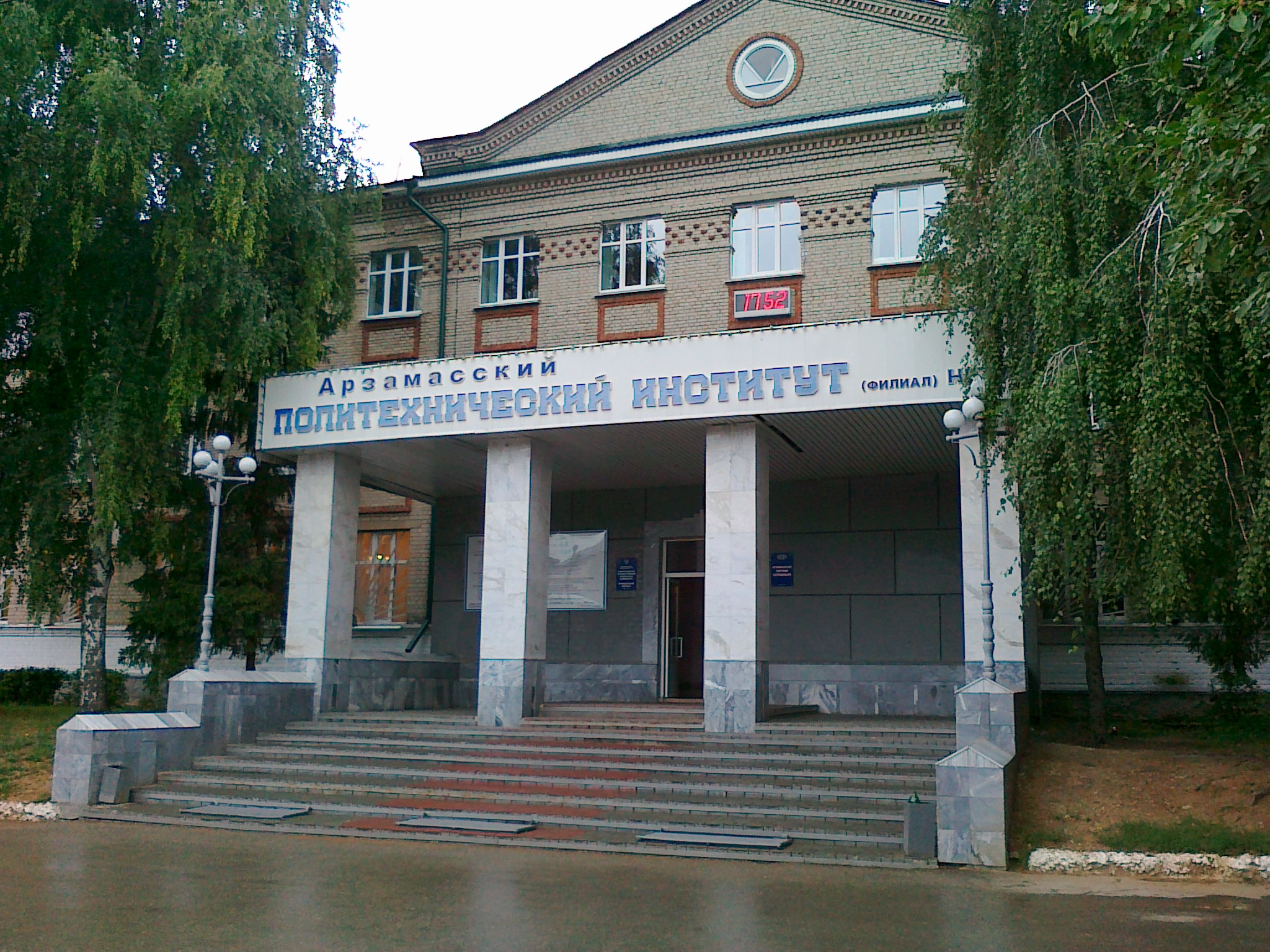
Політехнічний інститут
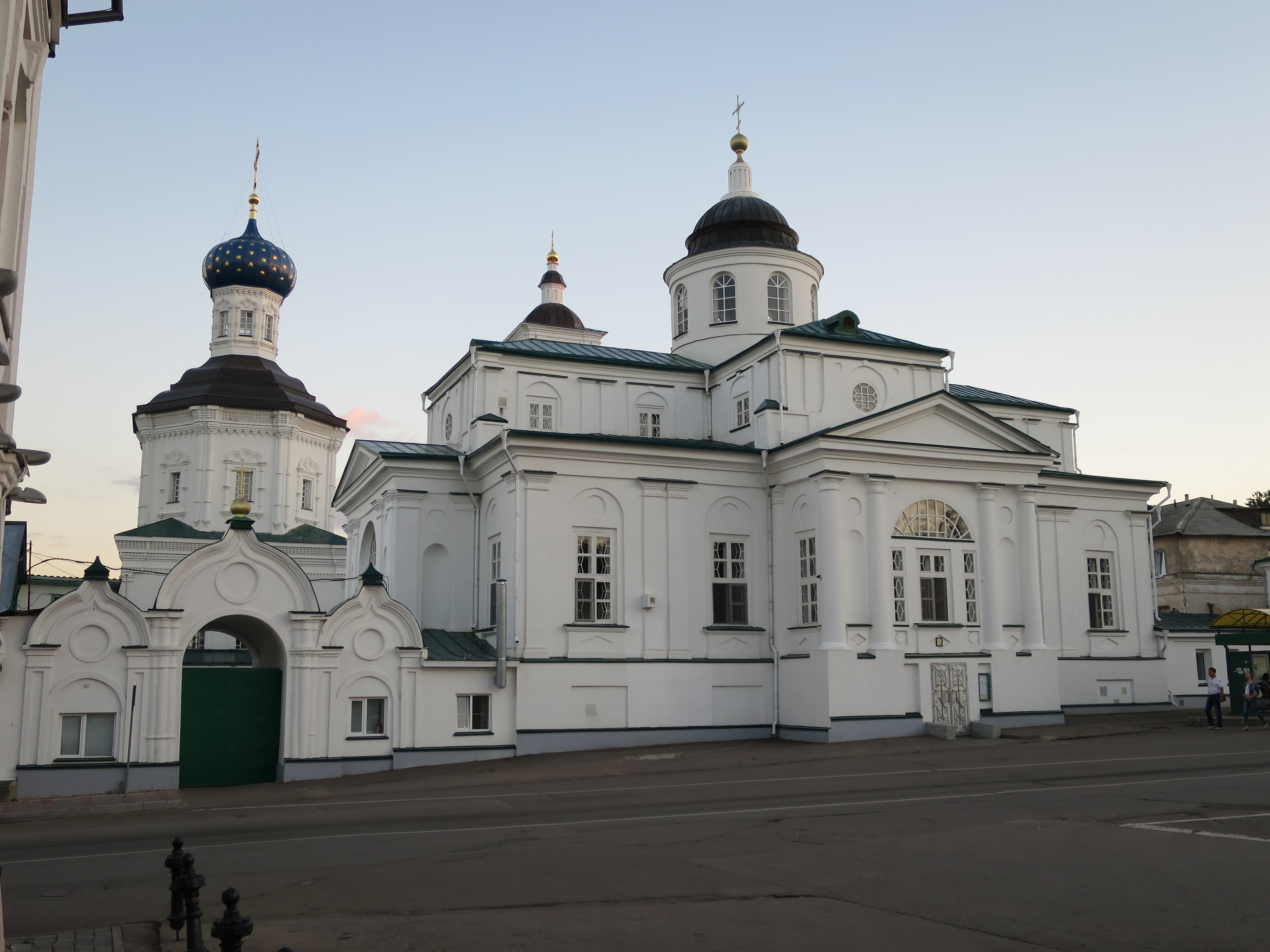
Богоявленська церква
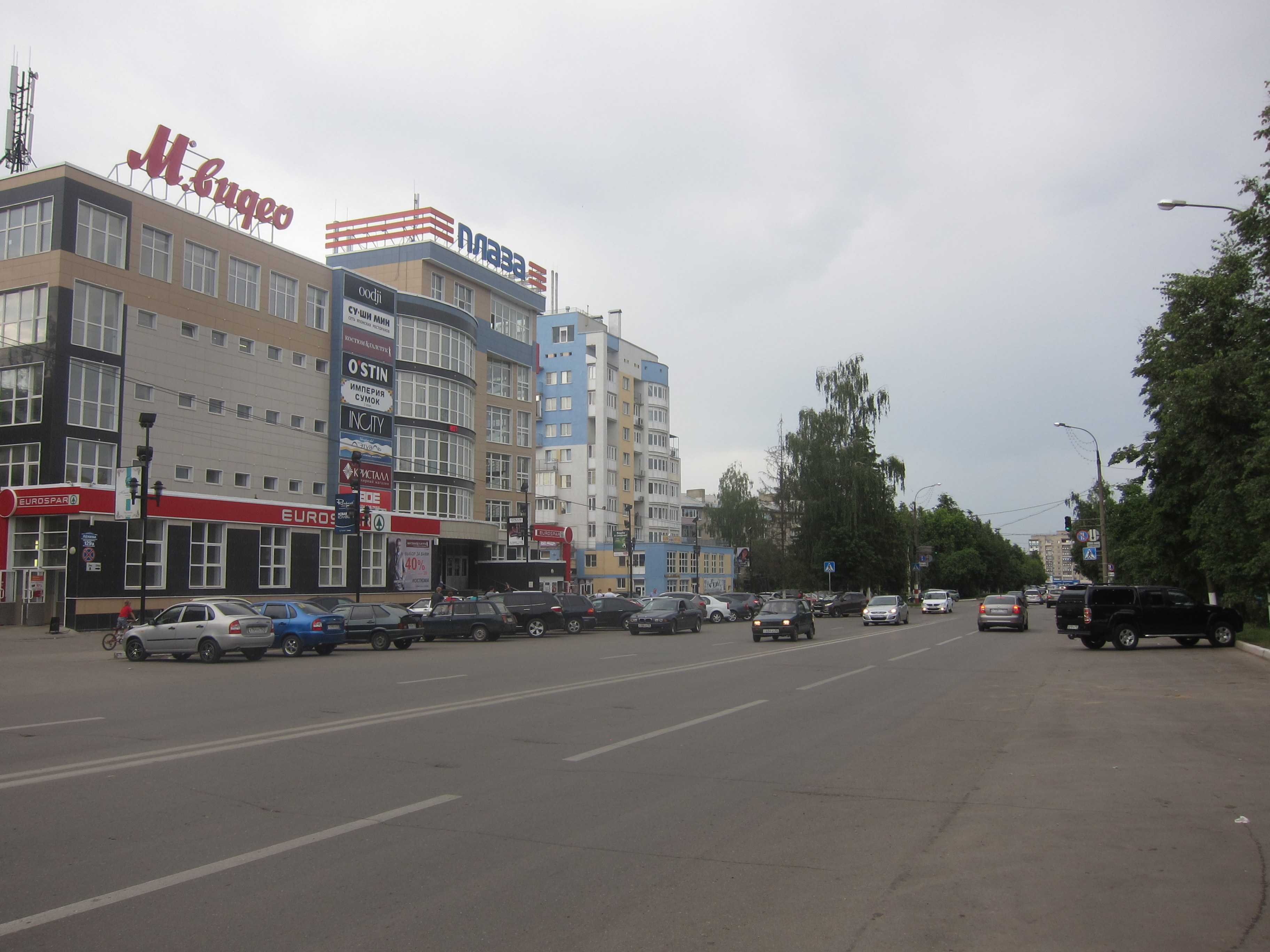
ТЦ «Плаза»
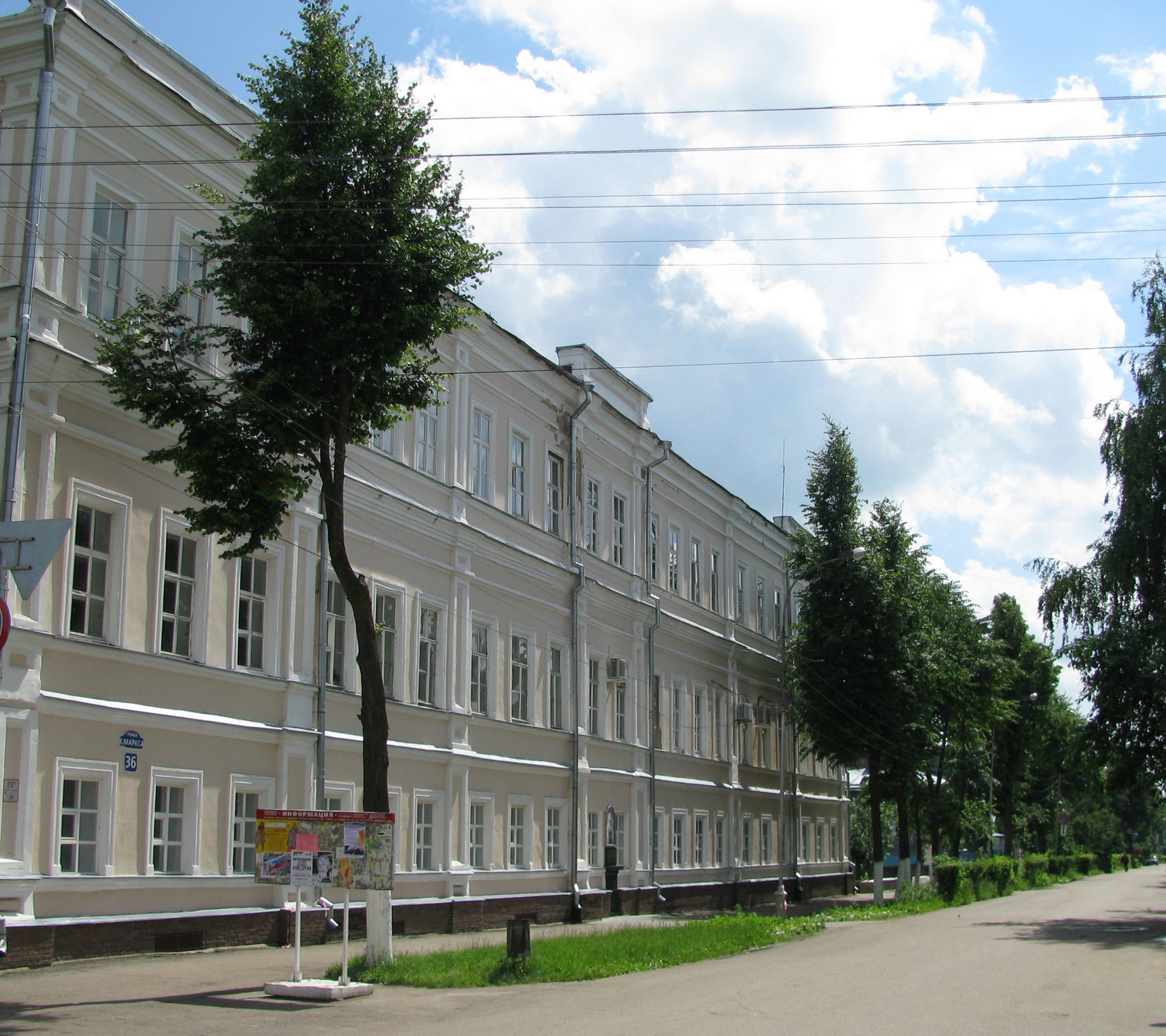
Педагогічний інститут
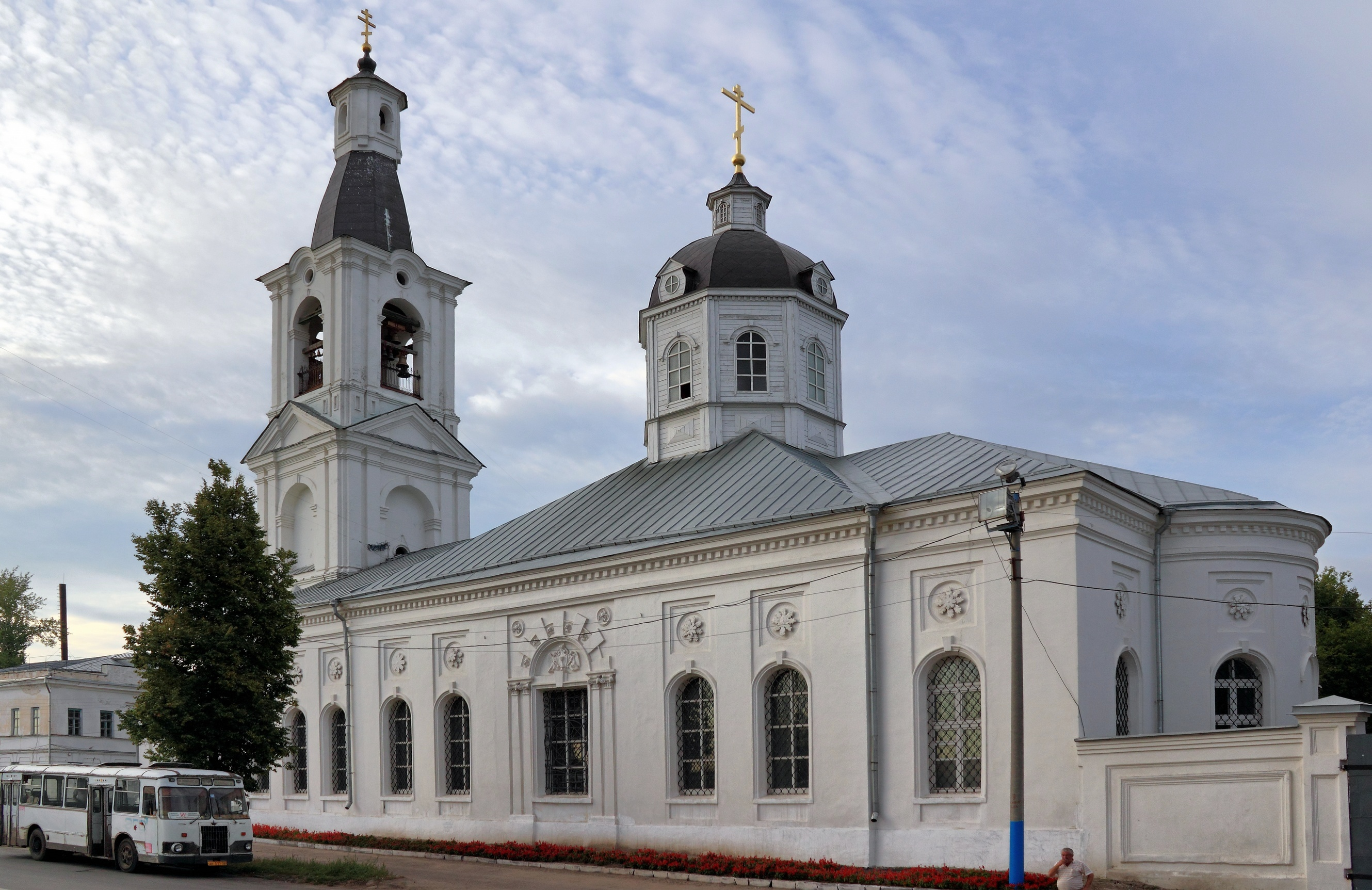
Церква ікони Божої Матері «Живоносне джерело»
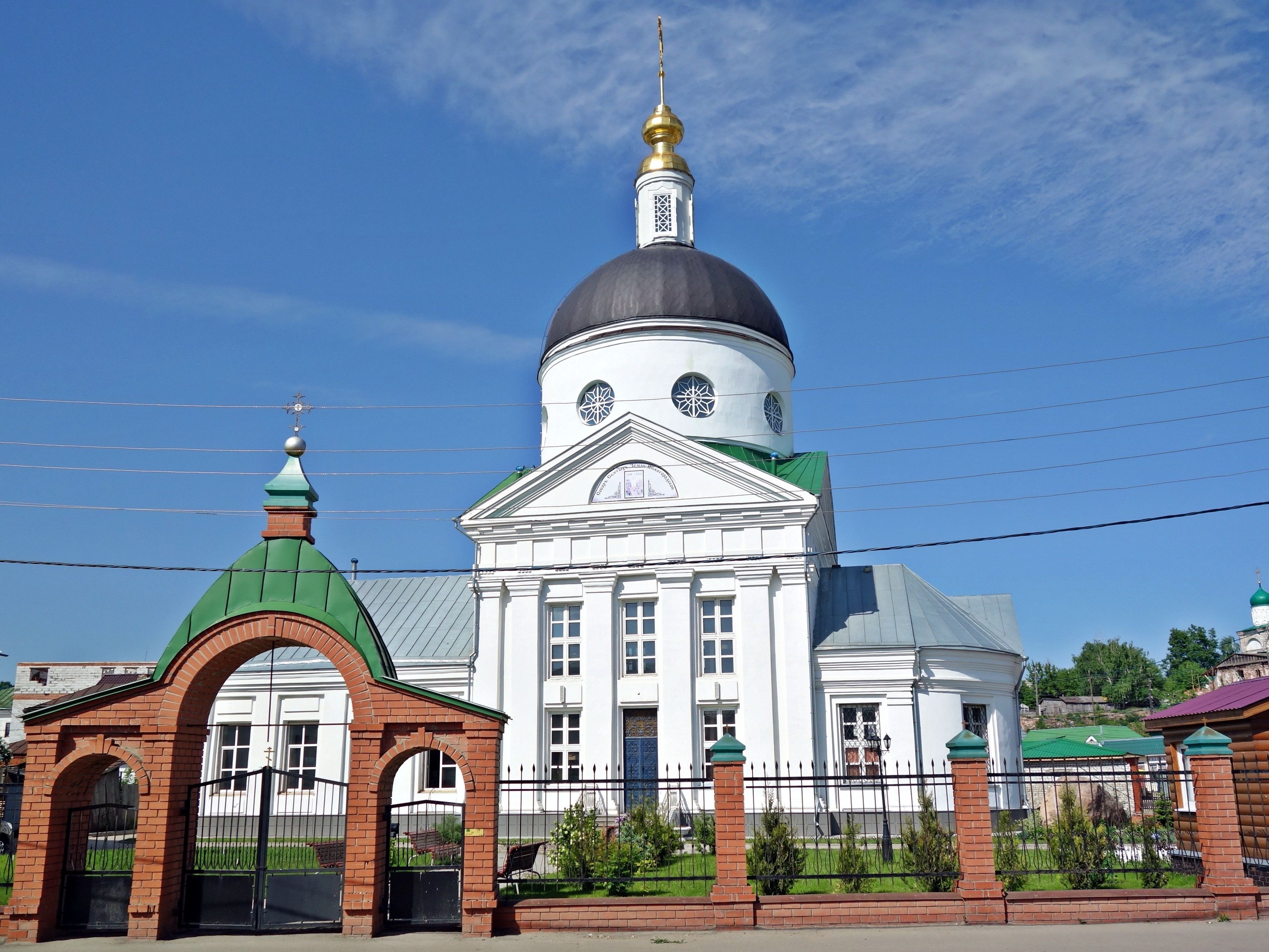
Церква Володимирської ікони Божої Матері
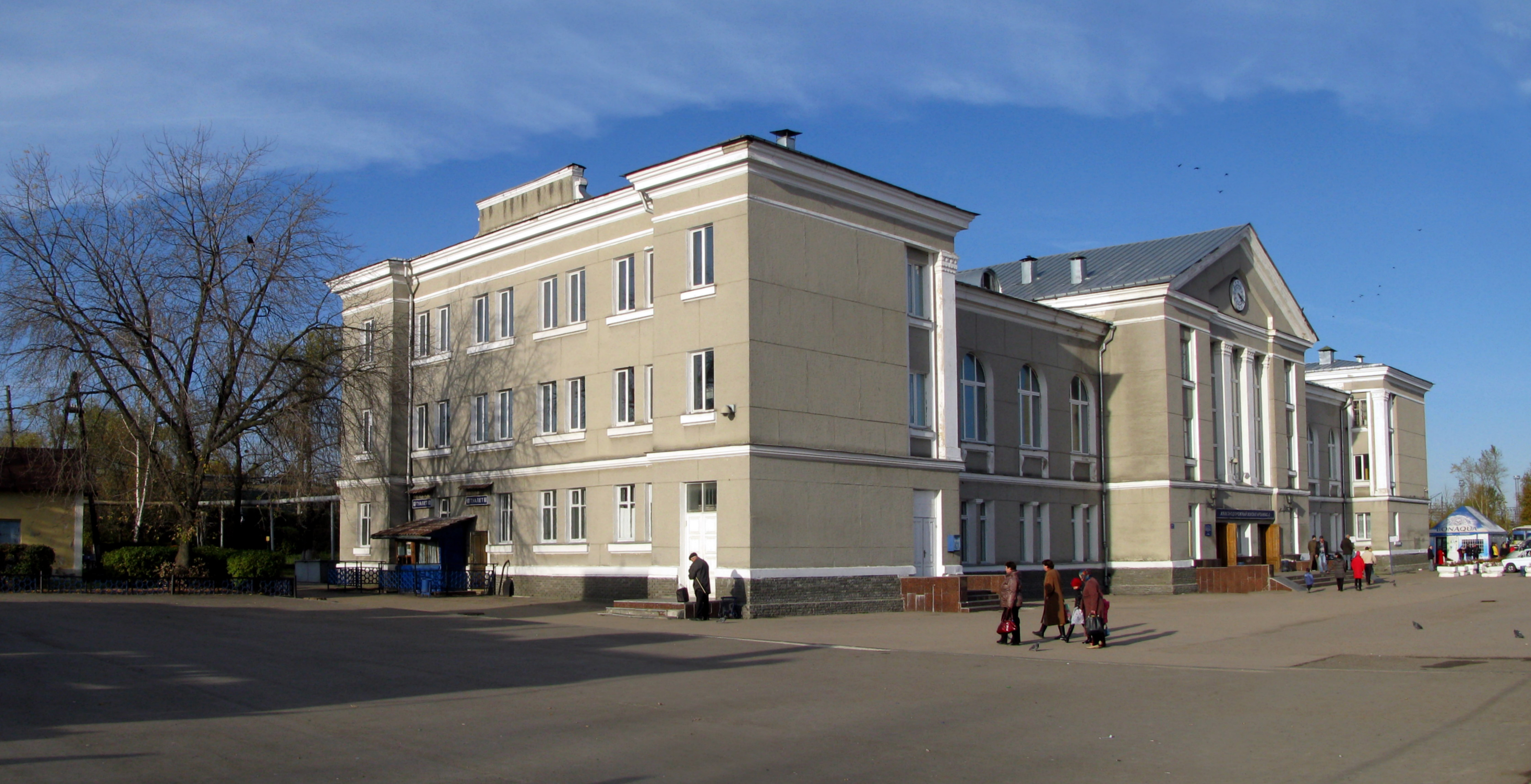
Залізничний вокзал «Арзамас-2»
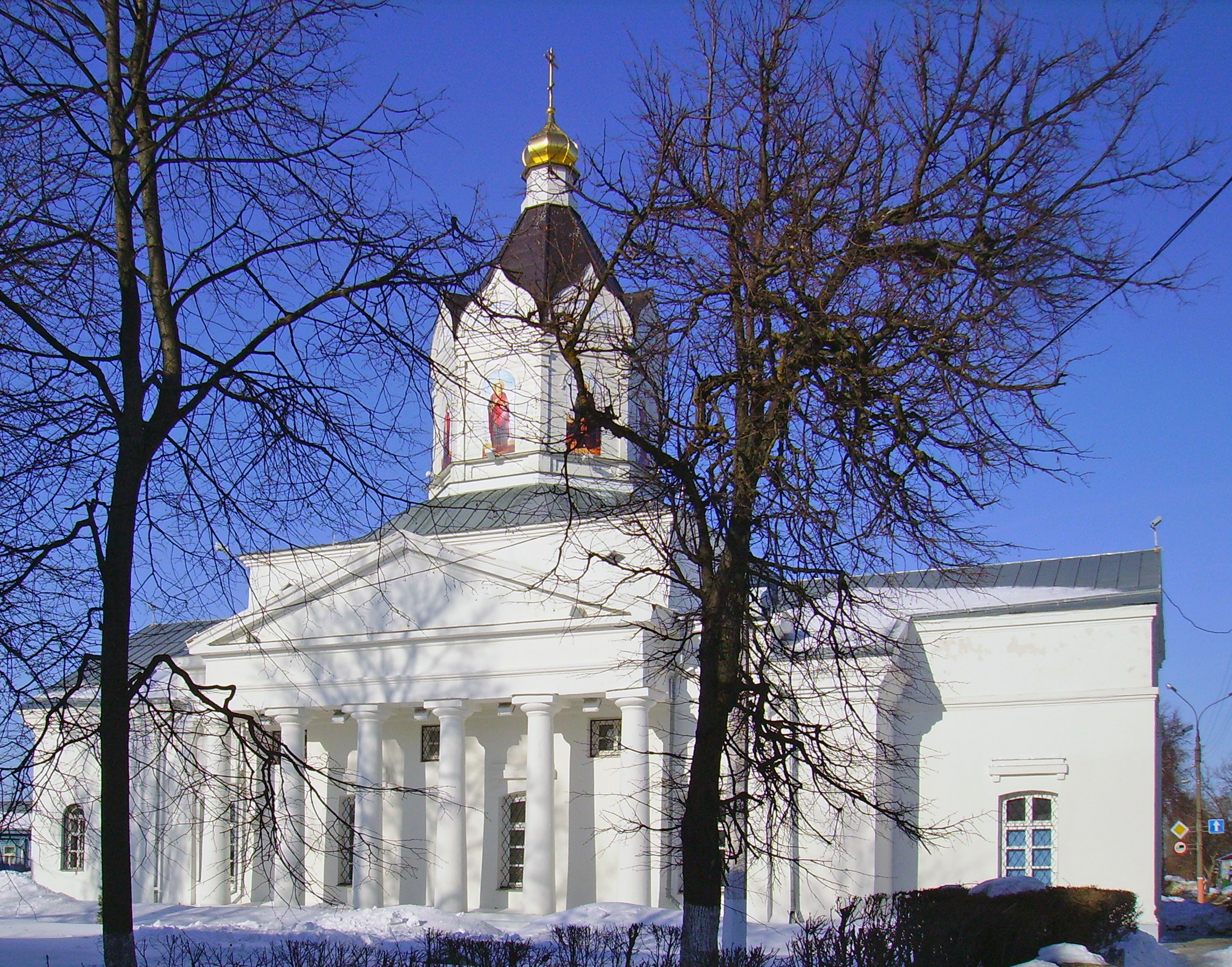
Казанська церква